# Próchna
Próchna – wieś w Polsce położona w województwie łódzkim, w powiecie sieradzkim, w gminie Wróblew.
| SIMC    | Nazwa    | Rodzaj    |
| ------- | -------- | --------- |
| 0719777 | Tokarzew | część wsi |
| 0719783 | Zawadki  | część wsi |
| 0719790 | Żurawiec | część wsi |

W latach 1975–1998 miejscowość administracyjnie należała do województwa sieradzkiego.